# Карпатские диалекты цыганского языка
Карпатские диалекты цыганского языка, также известные как центрально-цыганские или ромунгро-цыганские, представляют собой группу диалектов цыганского языка, на которых говорят от южной Польши до Венгрии и от восточной Австрии до Украины .
Северо-центральный цыганский язык — одна из дюжины основных диалектных групп цыганского языка, индоарийского языка Европы. На северо-центральных диалектах цыганского языка традиционно говорят некоторые субэтнические группы цыганского народа в Венгрии, Чехии, Словакии (за исключением её юго-западных и южно-центральных районов), юго-восточной Польши, Закарпатской области Украины и части румынской Трансильвании . Существуют также устоявшиеся общины эмигрантов, говорящих на северно-центральном цыганском языке, в Соединенных Штатах и недавние общины эмигрантов в Соединенном Королевстве, Ирландии, Бельгии и некоторых других странах Западной Европы.

## Диалекты
Эльшик  использует эту классификацию и диалектные примеры (географическая информация из Матраса  ):
| Подгруппа           | Диалект            | Современное место                           |
| ------------------- | ------------------ | ------------------------------------------- |
| Северно-центральная | богемский          | Чехия (диалект вымер позже после Пораймоса) |
|                     | западно-словацкий  | Словакия                                    |
|                     | Восточно-словацкий | Словакия, Чехия                             |
|                     | Южнопольский       | Польша                                      |
| Гурвари             | Гурвари            | Венгрия                                     |
| Южно-центральная    | Ромунгро           | Венгрия                                     |
|                     | Римский            | Австрия                                     |
|                     | Венд               | Венгрия, Словения                           |